# Urco (sitio arqueológico)
Urco es un sitio arqueológico ubicado en el Valle Sagrado de los Incas, específicamente en el distrito de Calca en la provincia homónima en la región Cusco, Perú. Fue un importante sitio histórico que tuvo una ocupación continua desde el período Intermedio Tardío (cultura killke) hasta el Horizonte Tardío (cultura inca).
El yacimiento arqueológico se ubica dentro del valle del río Vilcanota a 4.8 kilómetros de la ciudad de Calca. Para llegar desde Calca, es preciso tomar la carretera hacia Urubamba (2 km) y luego una vía afirmada (2.8 km). El lugar se encuentra a los pies de la montaña Pitusiray.
El primer domingo de octubre de cada año se celebra en el recinto circular la fiesta del culto al agua o Unu Urco (que significa «el agua de Urco»). La fiesta se encuentra asociada a un mito relacionado al inca Urco Huaranqa.

## Descripción

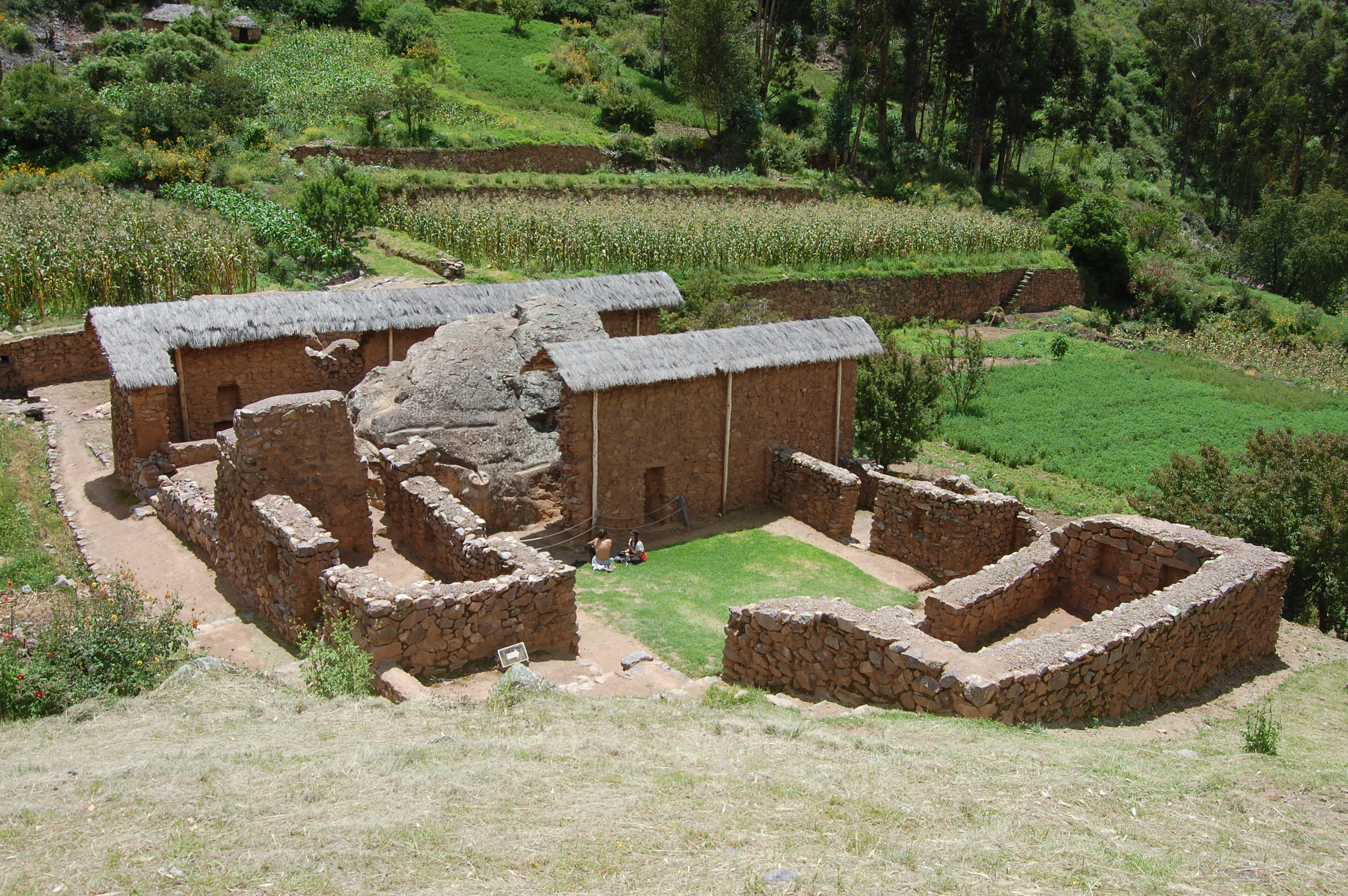
Vista desde el torreón hacia los recintos rectangulares y piedra central con canaleta y cabeza zoomorfa tallada

El sitio tiene dos sectores: el sector I, denominado sector ceremonial, y el sector II, denominado sector agrícola.

### Sector I
El sector ceremonial consta de un torreón con una puerta, dos ventanas y hornacinas interiores y exteriores. Más abajo, se encuentra el lugar llamado Wiracocha Urco en cuyo centro se encuentra una gran piedra con una canaleta labrada para conducir que desemboca en la cabeza de lo que aparenta ser un anfibio, una serpiente o un puma.
La pequeña canaleta que rodea la enorme roca antiguamente conducía el agua que en el pasado era traída por un canal desde la montaña. Esta misteriosa roca tallada es otro ejemplo más de la veneración de los santuarios rupestres en el área central del poder político inca.

### Sector II
El sector agrícola consiste en un sistema de andenerías con una extensión aproximada de 17,135 m2 distribuida en 11 niveles y una longitud de más de 200 metros lineales en cada plataforma.